# Liste der Baudenkmale in Kritzow
In der Liste der Baudenkmale in Kritzow sind alle Baudenkmale der Gemeinde Kritzow (Landkreis Ludwigslust-Parchim) und ihrer Ortsteile aufgelistet (Stand: Januar 2021).

## Benzin
| ID | Lage                                | Bezeichnung            | Beschreibung | Bild                   |
| -- | ----------------------------------- | ---------------------- | --- | ---------------------- |
|    | (Karte)                             | Kirche                 | Kleine Fachwerkkirche aus der 2. Hälfte des 16. Jahrhunderts; Westturm mit Zeltdach; Innen: Schnitzaltar (16. Jh.), Predella (Sockel) mit dreiteiligem Aufsatz (17. Jahrhundert), spätgotisches Kruzifix. | Kirche                 |
|    | Dorfstraße/Ecke Ziegeleiweg (Karte) | Kriegerdenkmal 1914/18 | | Kriegerdenkmal 1914/18 |
|    | Dorfstraße (Weg nach Karbow)        | Wegweiser              | |                        |
|    | Kritzower Straße 4 (Karte)          | Molkerei, ehem.        | | Molkerei, ehem.        |
|    | Kritzower Straße 18 (Karte)         | Wohnhaus               | | Wohnhaus               |
|    | Ziegeleiweg                         | Arbeiterwohnhaus       | | Arbeiterwohnhaus       |
|    | Ziegeleiweg                         | Tongrube               | | Tongrube               |
|    | Ziegeleiweg                         | Stall                  | | Stall                  |
|    | Ziegeleiweg                         | Scheune                | | Scheune                |
|    | Ziegeleiweg 8                       | Fabrikantenvilla       | | Fabrikantenvilla       |
|    | Ziegeleiweg                         | Schmiede               | | Schmiede               |
|    | Ziegeleiweg (Karte)                 | Ziegelei               | | Ziegelei               |

## Kritzow
| ID | Lage                | Bezeichnung                         | Beschreibung                                                                                      | Bild                                |
| -- | ------------------- | ----------------------------------- | ------------------------------------------------------------------------------------------------- | ----------------------------------- |
|    | Seestraße           | Gedenkstein für die Kollektivierung |                                                                                                   | Gedenkstein für die Kollektivierung |
|    | Seestraße 9 (Karte) | Gutshaus                            | Unsaniertes, eingeschossiges Pächterhaus als Fachwerkbau von 1757 mit Krüppelwalm, Umbau von 1873 |                                     |

## Schlemmin
| ID | Lage                              | Bezeichnung      | Beschreibung                                        | Bild             |
| -- | --------------------------------- | ---------------- | --------------------------------------------------- | ---------------- |
|    | Am Hof                            | Scheune          |                                                     | Scheune          |
|    | Am Hof                            | Scheune          |                                                     | Scheune          |
|    | Am Hof                            | Stallscheune     |                                                     | Stallscheune     |
|    | Am Hof 12 (Karte)                 | Gutshaus         | Teilsanierter, 1-gesch. Putzbau von 1870 Satteldach | Gutshaus         |
|    | (Karte)                           | Scheune          |                                                     | Scheune          |
|    | An der Chaussee (nahe der Schule) | Grenzstein       |                                                     |                  |
|    | An der Chaussee 39 (Karte)        | ehemalige Schule |                                                     | ehemalige Schule |